# Mimosa mensicola
Mimosa mensicola är en ärtväxtart som beskrevs av Rupert Charles Barneby. Mimosa mensicola ingår i släktet mimosor, och familjen ärtväxter. IUCN kategoriserar arten globalt som akut hotad. Inga underarter finns listade i Catalogue of Life.